# RayStorm
RayStorm es un videojuego de acción desarrollado por Taito Corporation para máquinas arcade, luego llevada a la PlayStation, pasando por Saturn y Windows y finalmente a iOS y Android. Es la segunda entrega de la serie "Ray", pero RayForce, RayStorm y RayCrisis no son secuelas directas, siendo RayCrisis precuela de RayForce.
A diferencia de RayForce que usa sprites en las naves, RayStorm es totalmente poligonal, permitiendo algunos ángulos de cámara (no puede ser cambiada por el jugador). Además, esta entrega fue ambientada en un futuro antes de la creación de la supercomputadora "Con-Human", por lo que no está conectado con la historia "Con-Human", como ocurre con otros 2 juegos de la trilogía Ray.

## Trama
2219: Los viajes espaciales han sido una realidad desde hace 100 años. La raza humana se expandió en el espacio, controlando una Federación Estelar conformada por unas 20 colonias, aproximándose a Orión. Para mantener el control de los siempre crecientes territorios de la tierra, las colonias estaba regidas bajo una estricta ley marcial. Sin embargo, las colonias se amotinaron contra el control de la Tierra: tomaron bajo su poder al planeta Secilia, la más importante de las colonias, donde establecieron la Federación de Secilia y comenzaron su pelea por la libertad. Luego de una sucesión de victorias, la Federación derrotó las fuerzas de la Tierra.
24 horas después de la rendición de la Tierra, después de que los habitantes hubieran sido transferidos a las colonias, la Federación de Secilia anunció su intención de destruir el planeta completamente. Todas las rebeliones de las colonias fueron reprimidas y se enviaron fuerzas especiales para llevar a cabo la aniquilación de la tierra.
Sin embargo, la División Balca de la Tierra previó esto y está en proceso de desarrollar el “R-GRAY”, basada en tecnologías de Secilia. El “R-GRAY”, una embarcación hecha con partes de 13 naves diferentes, es la única nave capaz de llevar a cabo la “OPERACIÓN RAYSTORM”, la desesperada misión de la División Balca para combatir la Federación de Sicilia. 

## Jugabilidad
RayStorm retiene la jugabilidad de RayForce, pero se le agrega un tercer botón que activa un arma letal, si la barra está llena. La barra se recarga con los ataques a enemigos. Debido a que el juego es poligonal, la cámara está fija a 45° mirando hacia abajo (en vez de 90° como ocurre con RayForce), permitiendo al jugador ver a enemigos lejanos desde los lados horizontales de la pantalla. Los ataques normales solo afectan a los enemigos que están a la misma altura que la nave mientras que los ataques guiados solo afectan a enemigos que están debajo de la nave. Al empezar el juego, es posible elegir una de las dos naves, que altera los ataques normales y guiados. Sin embargo, cada nave tiene un número límitado de ataques guiados entre recargas.

## Versiones
- En 1996, RayStorm solo salió en Japón para las recreativas. El juego es instalado en la placa Taito FX-1. En cuanto a los BGM, la disquera Zuntata había contratado a Tamayo Kawamoto para las canciones y a Munehiro Nakanishi para los efectos. Sin embargo, existió una versión hackeada en placas G-NET usando Taito G-NET Modbios 2009.
- En 1997, RayStorm apareció en PlayStation. Sin embargo, la versión norteamericana tenía un desafío si completase todas las etapas en dificultad 4 o más, bloqueando el juego a 4 etapas si se elige una dificultad más baja. Además, la versión japonesa tuvo problemas con algunos controles.
- El mismo año, RayStorm apareció en Sega Saturn (bajo el renombre a Layer Section II).
- El 2001, RayStorm apareció en PC (desarrollado por CyberFront). Esta entrega es basada en la versión de PlayStation. Sourcenext ha reeditado el juego para PC 2 años más tarde.
- El 2012, RayStorm apareció en iOS. Esta versión fue adaptada para usarse con la pantalla táctil. Además del modo original, se le incluye un modo Remix, en donde la nave es más rápida en pantalla táctil que el modo original y un selector de etapas. 5 años más tarde se hizo una versión para Android, en donde se le incluyó un remix de la canción de la etapa 1 como una opción y soporte para mandos bluetooth (en iOS, las 2 funciones de Android están disponibles como una actualización).
- Con la adquisición de Taito en 2005 por parte de Square Enix, en 2008, RayStorm apareció como juego descargable en PlayStation Network, soportando PSP y PS3 en ese entonces. En 2010, se hizo una versión HD para PlayStation 3 y Xbox 360.